# 臺南市私立崑山高級中學
23°00′40″N 120°13′37″E / 23.011°N 120.227°E
臺南市崑山高級中等學校是位於中華民國臺南市北區的私立高級中等學校，1961年創立，校名以創始人田崑山其名而設，亦有「崑嶺肇基，作人興國，山嵎創業，樹德培英」之意。校址在開元路上、開元橋旁，鄰近南臺科技大學、國立臺南高工，校地約五公頃。

## 校史
- 1959年，田崑山連同田炯錦、李正合、郭學禮、曹啟文、朱貫三、李世勳、魏佩蘭、王趁、吳源利、林占鰲、陳清曉等決議創辦學校。
- 1960年5月，在台北召開發起人會議時確定校名（以1959年11月逝世的田崑山之名命名），並於臺南成立籌備處。
- 1961年4月，召開董事會成立大會。8月，臺灣省教育廳准予備案、臺南市教育局核准立案創設「崑山中學」。
- 1964年10月，於臺南縣永康鄉成立「崑山工業專科學校」（今崑山科技大學）。
- 1966年11月，核准成立高中部。
- 1968年8月，核准成立高職部。
- 1983年2月，正式與崑山工專分開獨立辦理校務。
- 2020年，獲中華民國教育部核准法人更名為「崑山國際學校財團法人」，與崑山科大簽訂策略聯盟、引進威爾森集團創辦國際幼兒園，未來崑山高中將轉型為全英語學校。[1]
- 2022年6月4日，在官方粉絲團宣布更換制服款式[2]，粉紅色的格紋裙改為深綠色水手服。

## 歷任董事長
- 第1～4屆：田炯錦
- 第5～8屆：田李佑蓀
- 第9～11屆：李荷
- 第11～14屆：左修梅
- 第14、15屆：吳柏喬
- 第16、17屆：吳政翰

## 歷任校長
| 任 次  | 姓 名  | 任 期                                   |
| 第一任 | 李正合 | 1961/08－1975/07                        |
| 第二任 | 陳吉雄 | 1975/08－1980/07                        |
| 第三任 | 萬金生 | 1980/02－1981/07                        |
| 第四任 | 卓耀南 | 1981/08－2011/07                        |
| 第五任 | 張木生 | 2011/08－2013/07                        |
| 第六任 | 呂建成 | 2013/08－/2016/06                       |
| 第六任 | 翁國欽 | 2016/07-2016/12代理校長 2017/01-2017/07 |
| 第六任 | 李俊欽 | 2017/08－2020/06代理校長                |
| 第七任 | 戴謙   | 2020/06－2021/03                        |
| 第八任 | 李俊欽 | 再任，2021/03－迄今                     |

## 校舍建築
- 勤學樓
- 清勉樓
- 思源樓
- 科學館
- 幼稚園

### 學術單位
- 國中部
- 高中部
- 高職部
  - 時尚造型科
  - 幼兒保育科
  - 綜合職能科
  - 觀光事業科

## 社團組織
有籃球社、排球社、武術社、桌球社等50多個學生社團。

## 外部連結
- 私立崑山高級中學 （页面存档备份，存于）